# Ronnie Corbett
Ronald Balfour "Ronnie" Corbett (Edimburgo, 4 de dezembro de 1930 — Londres, 31 de março de 2016) foi um ator e comediante escocês, mais conhecido pelas sitcoms britânicas Sorry!, Two Ronnies e No – That's Me Over Here!.

## Filmografia

### Cinema
- 1952: You're Only Young Twice
- 1958: Rockets Galore!
- 1962: Operation Snatch
- 1967: Casino Royale
- 1970: Some Will, Some Won't
- 1973: No Sex Please: We're British
- 1997: Fierce Creatures
- 2010: Burke & Hare

### Televisão(selecção)
- 1963: The Saint
- 1967–1970: No – That's Me Over Here!
- 1971–1987: The Two Ronnies
- 1981–1988: Sorry!
- 2010: The One Ronnie